# Zamyn-Üüd
Zamyn-Üüd (también Dzamyn-Üüd; en mongol: alfabeto cirílico: Замын-Үүд Zamyn-Üüd, escritura tradicional: ᠵᠠᠮ ᠤᠨ ᠡᠭᠦᠳᠡ, literalmente: «Puerta de la ruta»; oficialmente Замын-Үүд сум Zamyn-Üüd sum, Distrito de Zamyn-Üüd) es una ciudad y un distrito (sum) en la provincia Dornogovi, Mongolia sudeste. En 2010 contaba con unos 13 300 habitantes.

## Geografía
Se encuentra a unos 218 km de Sainshand, la capital provincial.
Debido a su proximidad a la frontera con China la ciudad tiene dos pasos fronterizos: uno de ferrocarril y otro de coches. Este paso fronterizo en 2004 registró unos 950 000 pasos.
La ciudad se halla en la ruta del Ferrocarril Transmongoliano y es un importante punto de carga. También hay una zona de comercio libre que ocupa unas 900 ha de superficie.

## Historia
El nombre Zamyn-Üüd, que significa en mongol «Puerta de la ruta» viene del nombre de un antiguo asentamiento localizado a unos 101 km al noroeste de la ubicación actual de la ciudad moderna.

## Clima
Zamyn-Üüd tiene un clima frío desértico (clasificación climática de Köppen: BWk), con veranos muy calurosos e inviernos muy fríos y secos. La mayoría de las precipitaciones cae en los meses de verano, con nieve esporádica en mayo y septiembre.
| Parámetros climáticos promedio de Zamyn-Üüd | Parámetros climáticos promedio de Zamyn-Üüd | Parámetros climáticos promedio de Zamyn-Üüd | Parámetros climáticos promedio de Zamyn-Üüd | Parámetros climáticos promedio de Zamyn-Üüd | Parámetros climáticos promedio de Zamyn-Üüd | Parámetros climáticos promedio de Zamyn-Üüd | Parámetros climáticos promedio de Zamyn-Üüd | Parámetros climáticos promedio de Zamyn-Üüd | Parámetros climáticos promedio de Zamyn-Üüd | Parámetros climáticos promedio de Zamyn-Üüd | Parámetros climáticos promedio de Zamyn-Üüd | Parámetros climáticos promedio de Zamyn-Üüd | Parámetros climáticos promedio de Zamyn-Üüd |
| Mes                                         | Ene.                                        | Feb.                                        | Mar.                                        | Abr.                                        | May.                                        | Jun.                                        | Jul.                                        | Ago.                                        | Sep.                                        | Oct.                                        | Nov.                                        | Dic.                                        | Anual                                       |
| ------------------------------------------- | ------------------------------------------- | ------------------------------------------- | ------------------------------------------- | ------------------------------------------- | ------------------------------------------- | ------------------------------------------- | ------------------------------------------- | ------------------------------------------- | ------------------------------------------- | ------------------------------------------- | ------------------------------------------- | ------------------------------------------- | ------------------------------------------- |
| Temp. máx. abs. (°C)                        | 10.5                                        | 13.0                                        | 24.9                                        | 34.0                                        | 37.1                                        | 39.9                                        | 40.0                                        | 40.3                                        | 34.6                                        | 27.6                                        | 19.4                                        | 9.9                                         | '                                           |
| Temp. máx. media (°C)                       | -11.0                                       | -6.0                                        | 4.8                                         | 14.4                                        | 23.0                                        | 27.8                                        | 29.8                                        | 27.7                                        | 21.4                                        | 13.0                                        | 1.4                                         | -8.6                                        | 11.5                                        |
| Temp. media (°C)                            | -18.5                                       | -14.5                                       | -4.5                                        | 5.9                                         | 14.4                                        | 20.2                                        | 22.8                                        | 20.8                                        | 13.5                                        | 4.4                                         | -6.6                                        | -15.9                                       | 3.5                                         |
| Temp. mín. media (°C)                       | -24.7                                       | -21.8                                       | -11.9                                       | -2.0                                        | 6.8                                         | 12.4                                        | 16.2                                        | 14.3                                        | 6.7                                         | -2.3                                        | -12.7                                       | -21.8                                       | -3.4                                        |
| Temp. mín. abs. (°C)                        | −39.3                                       | -42.3                                       | −28.4                                       | -18.6                                       | -9.0                                        | -6.5                                        | 7.2                                         | 0.9                                         | -5.6                                        | -17.5                                       | −30.5                                       | −39.9                                       | '                                           |
| Precipitación total (mm)                    | 1.9                                         | 1.3                                         | 1.6                                         | 3.8                                         | 7.1                                         | 14.9                                        | 28.5                                        | 29.1                                        | 14.0                                        | 5.8                                         | 1.9                                         | 1.1                                         | 111                                         |
| Días de precipitaciones (≥ 1.0 mm)          | 0.6                                         | 0.3                                         | 0.6                                         | 1.0                                         | 1.6                                         | 2.6                                         | 5.0                                         | 4.7                                         | 2.7                                         | 1.2                                         | 0.8                                         | 0.4                                         | 21.5                                        |
| Fuente: NOAA (1961-1990)                    |                                             |                                             |                                             |                                             |                                             |                                             |                                             |                                             |                                             |                                             |                                             |                                             |                                             |